# Choanozoa
Choanozoa ( ou Mesomycetozoa) é um filo de protistas relacionado com os animais e com os fungos. Com base em estudos moleculares, Choanozoa é incluído no supergrupo de eucariontes Opisthokonta juntamente com Animalia e Fungi. Estudo recente sugeriu que este agrupamento é parafilético.
O nome de Opisthokonta alude a que o flagelo, único quando está presente, ocupa uma posição posterior, avançando a célula com o flagelo detrás, como se observa nos espermatozóides dos animais e ao revés que na maioria dos protistas, que são acrocontes.
O filo Choanozoa inclui uma colecção diversa de protistas que se classificam em várias classes. Destaca-se Choanoflagellata que compreende umas 150 espécies que vivem em águas doces e marinhas e que apresentam um colar de microvilosidades que rodeia o único flagelo e do qual tomam o nome. Os coanoflagelados são quase idênticos em forma e função às células coanócitos das esponjas, pelo que estes organismos e Ministeriida parecem estar muito relacionados com os animais.
As outras classes: Corallochytrea e Mesomycetozoea, parecem estar no limite entre os fungos e os animais. A classe Mesomycetozoea ou Ichthyosporea compreende espécies parasitas dos vertebrados, principalmente de peixes, aparecendo nos tecidos do hospede como esferas que contêm esporos. A classe Corallochytrea inclui um único organismo, Corallochytrium limacisporum, marinho e saprófito. A classe Nucleariida compreende um pequeno grupo de amebóides com pseudópodes filiformes (filopódios), que vivem principalmente no solo e em água doce.
No passado, Chytridiomycota havia-se incluído também entre os protistas, mas agora classifica-se entre os fungos.
A classe Cristidiscoidea, de indivíduos amebóides e constituída até há pouco por Nucleariida e Ministeriida, resultou ser polifilética, como o demonstram diversos estudos e árvores filogenéticas. Ministeriida é relacionado com Animalia e Nucleariida com Fungi, como se mostra na seguinte filogenia:

## Filogenia
Filogenia de acordo com dados moleculares:
|  | Cristidiscoidea |
|  |                 |
|  | Fungi           |
|  |                 |

|  | Mesomycetozoa  |
|  |                |
|  | Corallochytrea |
|  |                |

|           | Filasterea                                                     |
|           |                                                                |
| Apoikozoa | \| \| Choanoflagellatea \| \| \| \| \| \| Animalia \| \| \| \| |
|           | \| \| Choanoflagellatea \| \| \| \| \| \| Animalia \| \| \| \| |
|           | Choanoflagellatea                                              |
|           |                                                                |
|           | Animalia                                                       |
|           |                                                                |

|  | Choanoflagellatea |
|  |                   |
|  | Animalia          |
|  |                   |

|  | Mesomycetozoa  |
|  |                |
|  | Corallochytrea |
|  |                |

|           | Filasterea                                                     |
|           |                                                                |
| Apoikozoa | \| \| Choanoflagellatea \| \| \| \| \| \| Animalia \| \| \| \| |
|           | \| \| Choanoflagellatea \| \| \| \| \| \| Animalia \| \| \| \| |
|           | Choanoflagellatea                                              |
|           |                                                                |
|           | Animalia                                                       |
|           |                                                                |

|  | Choanoflagellatea |
|  |                   |
|  | Animalia          |
|  |                   |

|  | Cristidiscoidea |
|  |                 |
|  | Fungi           |
|  |                 |

|  | Mesomycetozoa  |
|  |                |
|  | Corallochytrea |
|  |                |

|           | Filasterea                                                     |
|           |                                                                |
| Apoikozoa | \| \| Choanoflagellatea \| \| \| \| \| \| Animalia \| \| \| \| |
|           | \| \| Choanoflagellatea \| \| \| \| \| \| Animalia \| \| \| \| |
|           | Choanoflagellatea                                              |
|           |                                                                |
|           | Animalia                                                       |
|           |                                                                |

|  | Choanoflagellatea |
|  |                   |
|  | Animalia          |
|  |                   |

|  | Mesomycetozoa  |
|  |                |
|  | Corallochytrea |
|  |                |

|           | Filasterea                                                     |
|           |                                                                |
| Apoikozoa | \| \| Choanoflagellatea \| \| \| \| \| \| Animalia \| \| \| \| |
|           | \| \| Choanoflagellatea \| \| \| \| \| \| Animalia \| \| \| \| |
|           | Choanoflagellatea                                              |
|           |                                                                |
|           | Animalia                                                       |
|           |                                                                |

|  | Choanoflagellatea |
|  |                   |
|  | Animalia          |
|  |                   |